# Pseudomyrmex satanicus
Pseudomyrmex satanicus es una especie de hormiga del género Pseudomyrmex, subfamilia Pseudomyrmecinae. Esta especie fue descrita científicamente por Wheeler en 1942.

## Distribución
Se encuentra en Costa Rica y Panamá.